# Pallacanestro Varese 1988-1989
Nel Campionato 1988-89 la Pallacanestro Varese, sponsorizzata dall'azienda calzaturiera "DiVarese", acquista Renzo Tombolato dalla Fantoni Udine, Maury de Souza sostituisce dall'inizio di aprile del 1989 Charles Pittman, infortunatosi. Il figlio del presidente Antonio Bulgheroni, ex giocatore della Ignis anni sessanta e primi '70, Gianantonio fa il suo esordio in prima squadra.
Al termine della stagione regolare la DiVarese si classifica al nono posto, venendo eliminata ai Play-off ai quarti dalla Scavolini Pesaro.
In Coppa Italia la compagine varesina viene sconfitta agli ottavi dalla Arexons Cantù.
In Coppa Korać la Pallacanestro Varese esce ai quarti di finale, in un girone all'italiana comprendente il Partizan Belgrado, che poi vincerà la competizione in finale contro Cantù, e l'Estudiantes Madrid.

## Rosa 1988/89
- Renzo Tombolato
- Gianantonio Bulgheroni
- Mariano Cantoni
- Massimo Ferraiuolo
- Dino Boselli
- Riccardo Caneva
- Maury de Souza
- Charles Pittman
- Corny Thompson
- Francesco Vescovi
- Stefano Rusconi
- Romeo Sacchetti
- Allenatore:
  -  Joe Isaac

## Statistiche
| COMPETIZIONE        | GIOCATE | VINTE | PERSE | F    | S    | PIAZZAMENTO      |  |
| CAMPIONATO completo | 36      | 20    | 16    | 3086 | 2945 | quarti di finale |  |
| TORNEI E AMICHEVOLI | 17      | 7     | 10    | 1500 | 1477 | -                |  |
| COPPA KORAC         | 8       | 4     | 4     | 671  | 632  | quarti di finale |  |
| COPPA ITALIA        | 2       | 1     | 1     | 191  | 185  | ottavi di finale |  |

- 1 pareggio

## Fonti
- "Pallacanestro Varese 50 anni con voi" di Augusto Ossola
- Lega Basket, su 195.56.77.208. URL consultato il 6 maggio 2011 (archiviato dall'url originale l'11 febbraio 2012).